# ブラック・ボックス (映画)
『ブラック・ボックス』（原題:Black Box）は2020年に配信されたアメリカ合衆国のホラー映画である。エマニュエル・オセイ＝クフォー監督の長編デビュー作にあたる。主演はマムドゥ・アチーが務めた。

## 概略
序盤
黒人男性のノーランは交通事故で妻を亡くし、自身も記憶障害という後遺症を抱えてしまった。娘のエヴァは、性格の変わってしまった父と馴染めないでいる。
仕事を失ったノーランは、【ブラック・ボックス】というVRによる医療機器を使用した治療を受けることにする。神経外科医のリリアン・ブルックスによると、患者の記憶を仮想現実として再現するという機器だった。
ノーランは1回目の治療で結婚式の風景を思い出すが、妻の顔はわからず、なぜかスーツを着た謎の男に遭遇する。不安になったノーランにリリアンは「怪奇現象は心の防衛機能が発動したもので心配する必要はない」と諭され、さらに実験を重ねていく。
中盤
医師のゲイリーは、事件当時のカルテを調べ、ノーランが脳死状態に陥ったこと、そこから奇跡的に回復したこと、その時の治療にリリアンが当たっていたことを突き止める。実は、リリアンは亡くなった息子のトーマスの人格をノーランの肉体に移植していたのだ。
トーマスは次第に、自分の記憶を取り戻していく。母のリリアンから全てを打ち明けられ、トーマスが死亡してから2年後に施術をしたこと、そして「トーマスの妻と娘との関係をやり直してほしい」と懇願される。
思い悩んだ末に、トーマスは元妻ミランダに会いにいき、復縁しようと申し出る。だが、ミランダは家庭内暴力をしていたトーマスを恐れており、トーマスの映った写真を捨てていたことから、トーマスの性格が激変。隙をついてミランダは、トーマスの後頭部を打ち付ける。
終盤
その後、【ブラック・ボックス】によりトーマスを苦しめている謎の男の正体が、ノーランであることが判明する。トーマスはノーランを叩きのめし、包丁で刺そうとする。そこにゲイリーとエヴァが乱入し、父親に向かって叫んだことでトーマスの記憶が呼び起こされる。トーマスが階段で転落して死亡したのは、妻と娘に暴力を振るっていた最中に妻に突き落とされたことが原因だったのだ。
ノーランの意識が目覚め、エヴァと父娘だけの合図を送りあう。患者とのトラブルという理由で、辞任したリリアンだったが、自宅でトーマスのバックアップファイルを読み込み、【ブラック・ボックス】を不敵な顔で覗き込んだところで物語は終わる。

## キャスト
※括弧内は日本語吹替。
- ノーラン：マムドゥ・アチー （神尾佑）

主人公の黒人男性。事故により記憶をなくしている。
- リリアン：フィリシア・ラシャド （榊原良子）

神経科の女医。
- エヴァ：アマンダ・クリスティーン （佐野仁香）

ノーランの娘。
- ゲイリー：トーシン・モロハンフォーラ

医師。ノーランの親友。
- バックワーズ・マン：トロイ・ジェームズ

- ミランダ：シャーメイン・ビングワ

トーマスの元妻。
- アシュレイ

トーマスの実娘。
- トーマス：ドナルド・ワトキンス

リリアンの息子。2年前に階段から落ちた事故で亡くなっている。

## 製作・マーケティング
2018年11月14日、アマゾン・スタジオズがブラムハウス・プロダクションズと共同で8本の映画を製作する契約を結んだと発表した。2月27日、マムドゥ・アチー、フィリシア・ラシャド、アマンダ・クリスティーン、トーシン・モロハンフォーラ、トロイ・ジェームズが本作に出演するとの報道があった。同年初春、本作の主要撮影がルイジアナ州ニューオーリンズで行われた。9月17日、本作のオフィシャル・トレイラーが公開された。

## 評価
Rotten Tomatoesには32件のレビューがあり、批評家支持率は75%、平均点は10点満点で6.36点となっている。サイト側による批評家の見解の要約は「『ブラック・ボックス』は新鮮味に欠ける作品ではあるが、見事な演技と良質なストーリーによってその欠点は相殺されている。エマニュエル・オセイ＝クフォーは同作で見事な映画監督デビューを飾ったと言える。」となっている。また、Metacriticには9件のレビューがあり、加重平均値は61/100となっている。